# Helen Tobias-Duesberg
Helen Tobias-Duesberg (ur. 11 czerwca 1919 w Nowym Jorku, zm. 4 lutego 2010 w Savannah) – estońsko-amerykańska kompozytorka i organistka.

## Życiorys
Była najmłodszą córką estońskiego kompozytora Rudolfa Tobiasa, urodzoną  w Nowym Jorku, siedem miesięcy po jego śmierci. Mając 7 lat wyjechała z matką do Estonii, gdzie ukończyła szkołę podstawową w Narva-Jõesuu i średnią w Tartu. W latach 1937–1943 studiowała w Konserwatorium w Tallinnie kompozycję u Artura Kappa i Heino Ellera oraz grę organową pod kierunkiem Augusta Topmana. W latach 1943–1947 kontynuowała naukę w Berlińskim Uniwersytecie Sztuk Pięknych u Fritza Heitmanna (organy) i Hermana Grabnera (kompozycja).
Podczas II wojny światowej poznała swojego przyszłego męża, Williama Duesberga, dziennikarza, który był wielokrotnie więziony za krytykę Adolfa Hitlera w swoich artykułach. Kilka lat po wojnie Duesberg zmarł na atak serca w sali sądowej w Stuttgarcie, gdy przygotowywał się do zeznań przeciwko kilku nazistowskim zbrodniarzom wojennym.
Po śmierci męża w 1951 wyjechała wraz z córką do Stanów Zjednoczonych. W Nowym Jorku kontynuowała studia muzyczne. Ukończyła kurs mistrzowski w zakresie gry organowej w Guilmant Organ School. Studiowała też kompozycję w Manhattan School of Music, gdzie następnie została wykładowcą. Była też aktywna jako kompozytorka i wykonawczyni muzyki organowej w kilku nowojorskich kościołach. 
Komponowała utwory orkiestrowe, wokalne, wokalno-instrumentalne i wokalne w tym pieśni chóralne i solowe, a także muzykę kameralną i utwory na instrumenty solowe. Jej kompozycje były wykonywane w głównych salach koncertowych w Stanach Zjednoczonych, Kanadzie i Europie, a także na festiwalach w Aspen, Ravinia i Spoleto. Najbardziej znanym jej utworem jest Requiem na głosy solowe, chór mieszany i orkiestrę (2000). 